# St.-Bartholomäus-Kapelle (Wiesenbach)

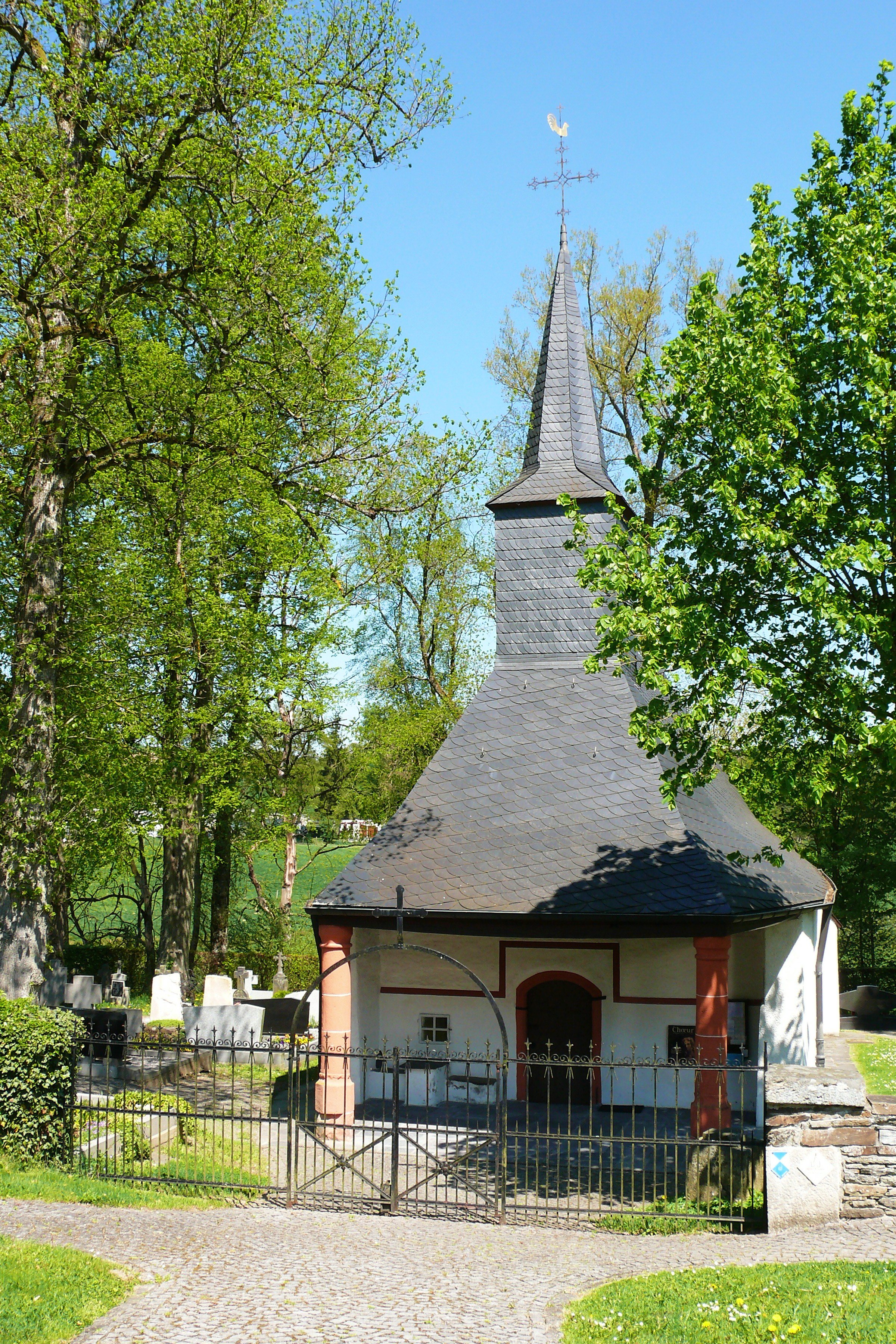
Die St.-Bartholomäus-Kapelle bei Sankt Vith

Die St.-Bartholomäus-Kapelle in Wiesenbach in der belgischen Eifel, etwa zwei Kilometer südöstlich der Stadt Sankt Vith (Ostkantone), wurde im 9. Jahrhundert erbaut und im Jahre 876 erstmals erwähnt. Sie ist das älteste Kulturerbe des St. Vither Landes und steht seit 1937 unter Denkmalschutz. Die Kapelle steht etwas versteckt unter uralten Lindenbäumen in einem historischen Friedhofsgelände und ist von einer naturbewachsenen Trockenmauer umgeben.

## Wallfahrtsort

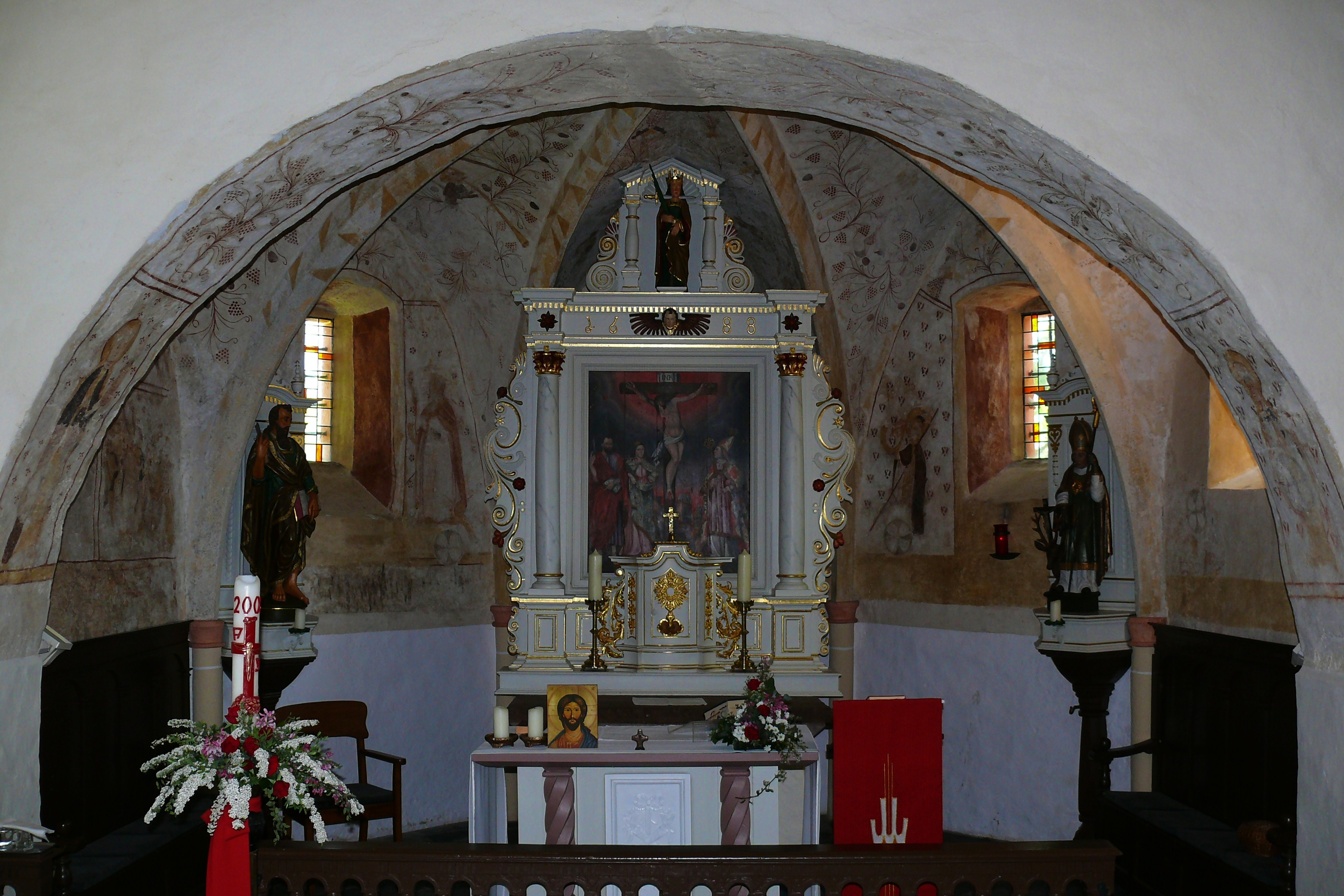
Der Altarraum in der St.-Bartholomäus-Kapelle

In den vergangenen Jahrhunderten war die Kapelle als Wallfahrtsort zu Ehren des heiligen Bartholomäus, des Schutzpatrons der Gerber und der Landbevölkerung, bekannt. Dorthin pilgerte man, um dem Heiligen für eine gute Ernte zu danken und vor allem, um Segen für die Saat und gute Erträge im kommenden Jahr zu bitten. Am Bartholomäustag, dem 24. August, kamen die Bewohner der umliegenden Orte prozessionsweise und brachten Naturalien, meistens lebende Hähnchen, als Opfergabe mit. Da die Verehrer des heiligen Bartholomäus nur Bauern oder mit Landprodukten Beschäftigte (wie Gerber und Lohnarbeiter) waren, wurde nach dem Gottesdienst naturgemäß über Getreide, Vieh, Wald und deren Nebenprodukte, Häute, Lohe und Saat debattiert und es wurden auch Geschäfte abgeschlossen. Die Vorhalle gestaltete sich zu einer Art Börse für Saatgut und andere Landprodukte.

## Gerichtsstätte
Ein Zitat des Eifeler Geschichtsforschers Michael Bormann berichtet von anderen früheren Gepflogenheiten: „Hier selbst versammelten sich nach alter unnachweislicher Sitte jährlich auf Bartholomäus-Tag die hohen Gerichtsherrn mit Mayer und Schöffen des Gerichtshofs St. Vith, unter einer über die (antiken) Hügel errichteten Laubhütte, wo sie durch ein Mittagsmahl das Fest beschlossen. Unter dem Gerichtsherrn Philips von Baring 1793 wurde diese Feierlichkeit zuletzt begangen.“
Professor Neu hat die Vorhalle der Kapelle eingehend als Ort alter Gerichtsbarkeit beschrieben.
Ein Prekarievertrag aus dem Jahre 915 gibt erste Einblicke in die frühe, kaum erforschte Vergangenheit. Er belegt die Existenz eines fränkischen Gutshofes Wison-Bronna zwischen der alten Römerstraße Köln–Bastogne–Reims und den Wasserläufen Our, Braunlauf Harne- (Enten-) und Rebach (Eiterbach) und die Verbindung des Gebietes zur Abtei Malmedy-Stavelot.

## Herkunft des Ortsnamens Wiesenbach
Der oben erwähnte Michael Bormann wusste 1834 von fünf Hügelgräbern vor der Kapelle zu berichten. Alte Lindenbäume und eine überwucherte Umfassungsmauer lassen einen heiligen Hain der Urvorfahren erahnen. Die in alten Schriften überlieferte Ortsbezeichnung Wison-Bronna eröffnete Vermutungen zu einem Quellheiligtum einer vorrömischen Fruchtbarkeitsgöttin (der ubischen Schutzgöttin Wisona). Die Christianisierung ersetzte den heidnischen Kult durch den der heiligen Luzia, der „Lichtbringerin des Glaubens“, und änderte die Ortsbezeichnung auf Wisi-Bronna – die Gute Quelle. Die Mundart formte den Namen Wisebesch und das Deutsche banalisierte auf Wiesenbach.
Der mit frommen Legenden ausgeschmückte Translationsbericht eines Mönchs aus Malmedy beschreibt die geschichtlich belegte Übertragung der Reliquien der Heiligen Quirinus von Malmedy, Nicasius und Scubiculus im Jahre 876 von Frankreich nach Malmedy. Er belegt damit deren Übernachtung in einem festen Bau in der „Villula Wisi-Bronna“ und erwähnt zugleich erstmals die Wiesenbacher Kapelle.

## Wandmalereien

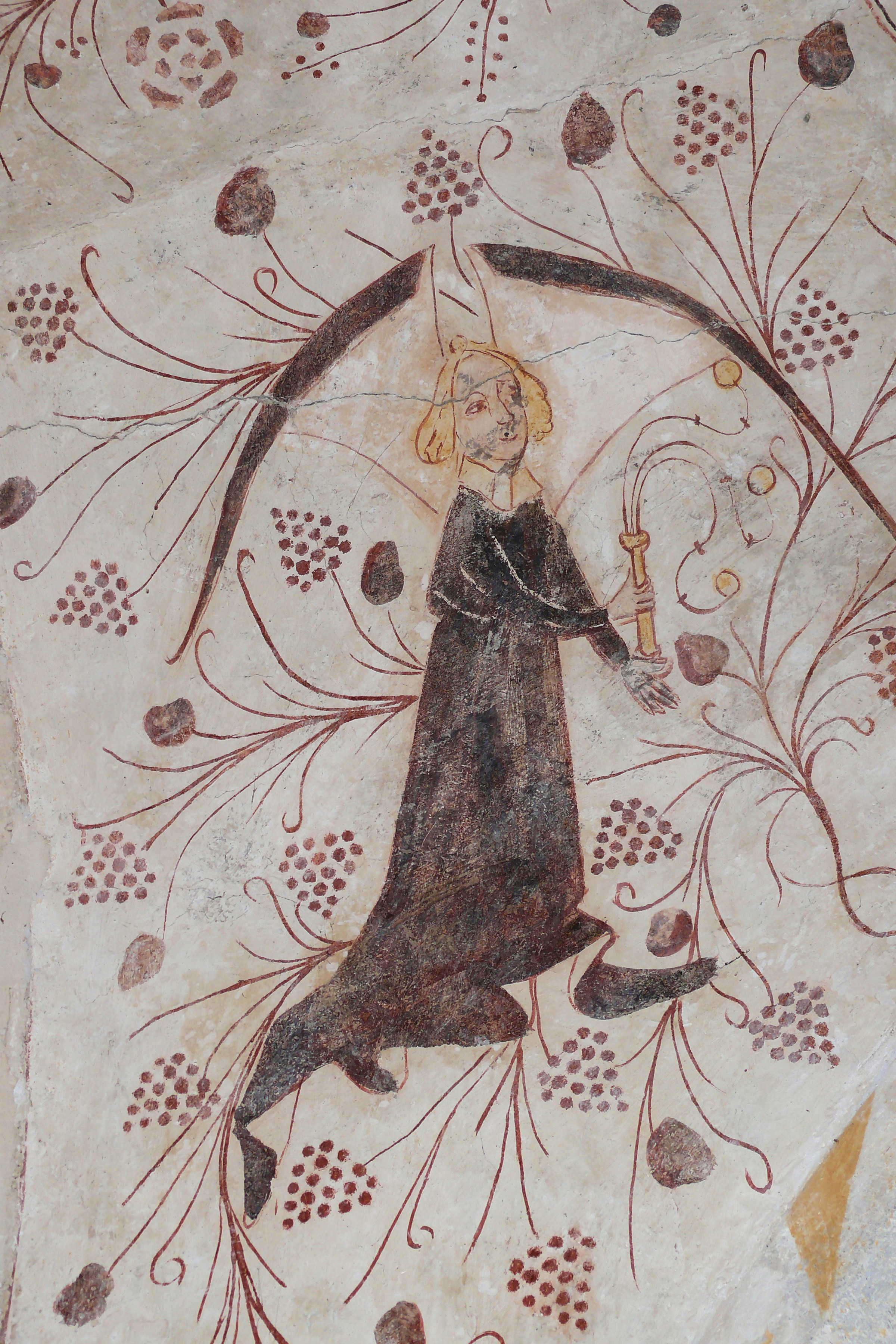
Fresko in der St.-Bartholomäus-Kapelle

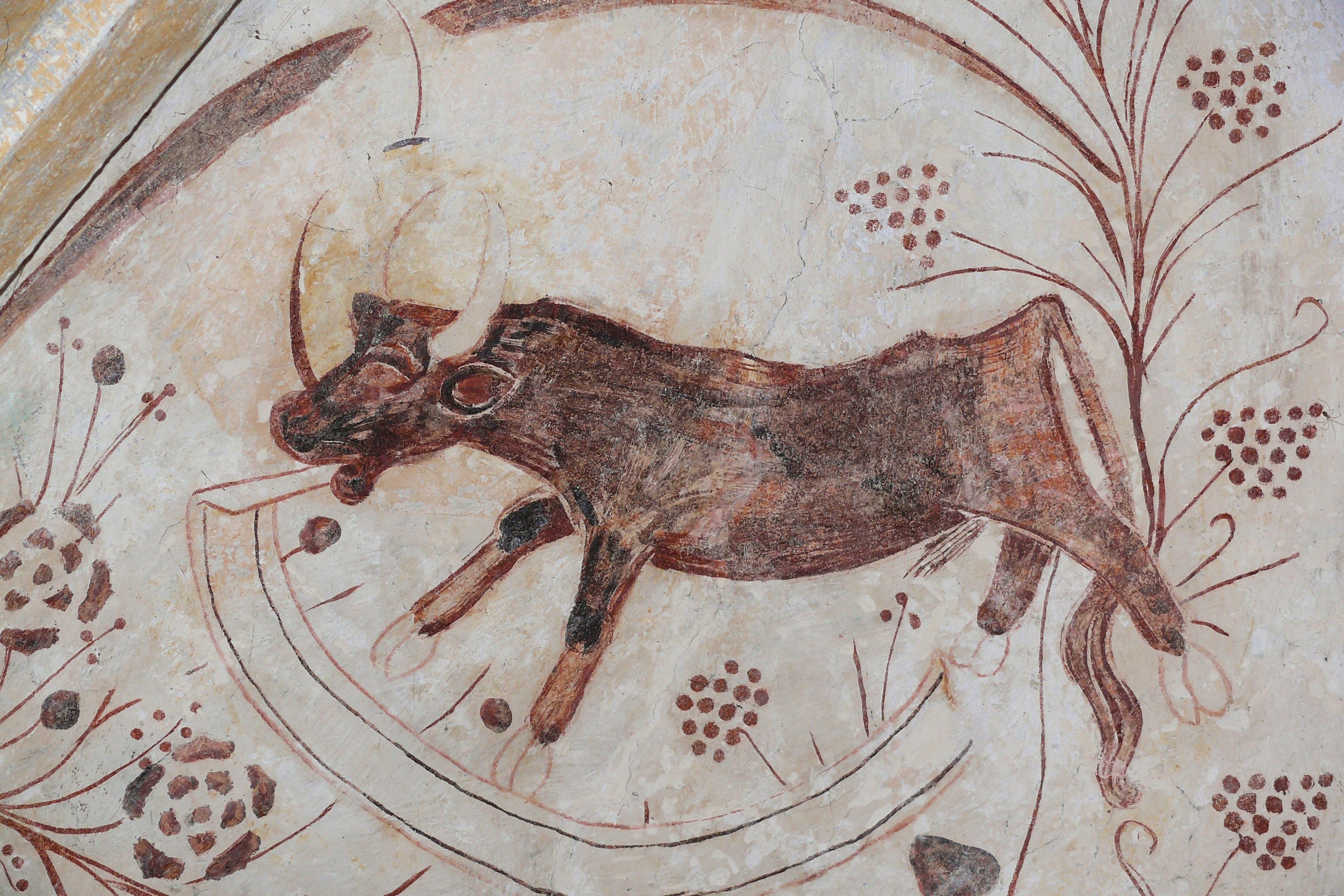
Fresko in der St.-Bartholomäus-Kapelle

„Eine seltene Perle“, sagte die belgische Königin Fabiola spontan bei ihrem Besuch im Juni 1989. Tatsächlich verbirgt diese bescheidene, abseits gelegene Kapelle mit ihrer auf Säulen ruhenden Vorhalle ungeahnte, noch nicht gänzlich erforschte Schätze von kulturellem und geschichtlichem Wert. Im Jahre 1976 feierte die Dorfgemeinschaft Breitfeld-Wiesenbach deren 1100-jähriges Bestehen. Wie zum Dank für das wiedergefundene Interesse und die tatkräftige Sorge für den Unterhalt enthüllte das fast vergessene Kulturerbe im Jahre 1982 eines seiner Geheimnisse. Bis dahin unbekannte, erstaunlich intakte Wandmalereien wurden unter einer Reihe von Farbschichten entdeckt. Zur gleichen Zeit kam ein auf Holz gemaltes Bild unter einer Leinwand auf dem Altaraufbau zum Vorschein. Es stellt die drei Patrone der Kapelle dar: den heiligen Bartholomäus, die heilige Luzia und den heiligen Hubertus unter dem Kreuze.
Archäologische Ausgrabungen der Jahre 1996/97 bestätigten und ergänzten in erstaunlicher Übereinstimmung geschichtliche Erkenntnisse, die bis dahin eher als Vermutungen beschrieben worden waren.